# Stein (Schwarzwälder Adelsgeschlecht)

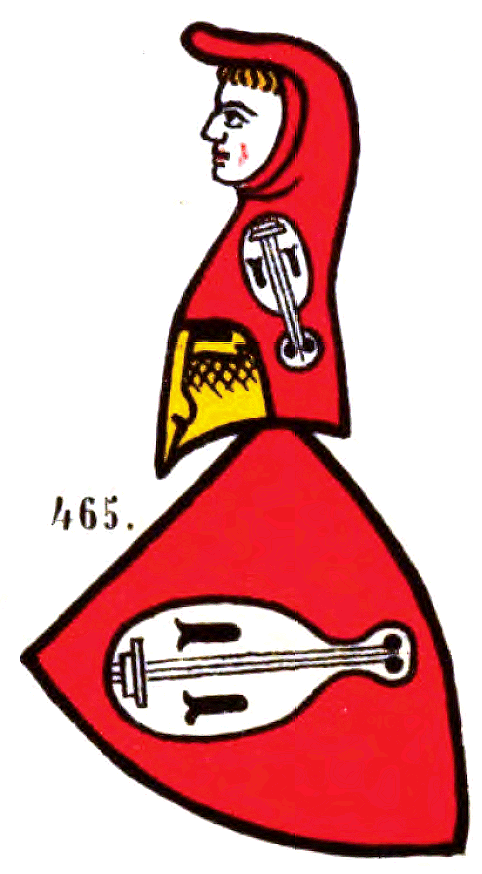
Wappen derer vom „Stain“ (sic) in der Zürcher Wappenrolle, um 1340

Die Herren von Stein (auch Herren vom Stein) waren ein Ministerialen- und Adelsgeschlecht, das im 13. und 14. Jahrhundert im Südschwarzwald nachgewiesen ist. Es besaß dort die Burgen Altenstein (wahrscheinlich auf der Gemarkung des heutigen Häg-Ehrsberg) und Neuenstein (bei Raitbach) und stand als Meier in Diensten des Stifts Säckingen. Durch Erbschaft kam sein Besitz an die elsässische Familie der Herren von Schönau und begründete damit deren wichtige Rolle an Ober- und Hochrhein.

## Stammtafel
Folgende Herren von Stein sind bekannt:
- Heinrich I., verstorben 1283
  - Seine Söhne Heinrich II. (verheiratet mit Katharina von Hünenberg; verstorben 1321) und Rudolf I. (verstorben 1302) sowie eine Tochter Elisabeth (⚭ Ulrich III. von Büttikon)
    - Heinrichs II. Sohn Heinrich IV. (vermutlich minderjährig verstorben) und eine Tochter unbekannten Namens
    - Rudolfs I. Söhne Heinrich III. (verstorben 1349/50), Rudolf II. (verstorben 1321) und Mathis (1339 verstorben).
      - Heinrichs III. Tochter[3]

Heinrich III. von Stein verheiratete seine Tochter unbekannten Namens um 1330 mit Rudolf I. von Schönau. Da er ansonsten kinderlos blieb, starben die Herren von Stein in der Mitte des 14. Jahrhunderts im Mannesstamm aus, und ihr Besitz kam an die Herren von Schönau.
Von einer möglichen Nebenlinie sind 1324 ein Ritter Johannes vom Stein mit Besitz bei Zell im Wiesental und zwischen 1327 und 1347 ein Säckinger Priester und Chorherr Jakob vom Stein genannt. In welchem Verhältnis Johannes und Jakob zueinander und zu den anderen urkundlich erwähnten Herren vom Stein standen, ist jedoch nicht bekannt.

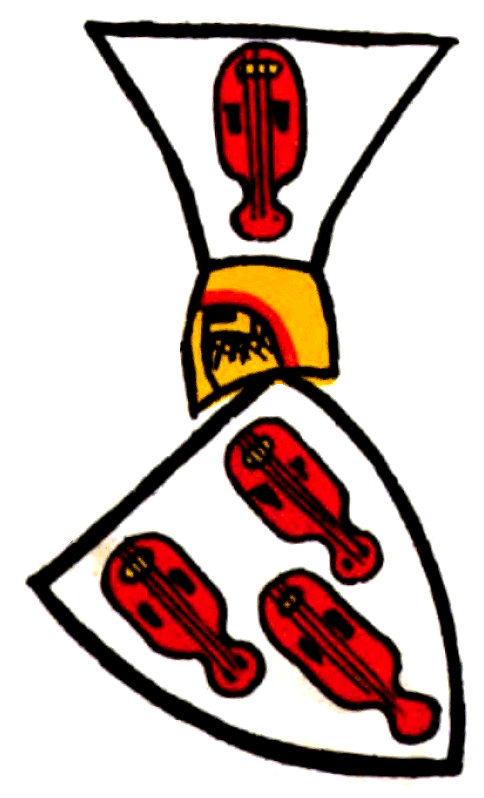
Wappen der Herren von Wieladingen in der Zürcher Wappenrolle, um 1340

Eine Stammverwandtschaft bestand wahrscheinlich zwischen den Herren von Stein und den Herren von Wieladingen. Zum einen besteht eine große Ähnlichkeit der beiden Wappen, die beide das Motiv der Fidel aufweisen. Zum anderen war das säckingsche Meieramt offenbar auf die beiden Familien aufgeteilt. Diese Aufteilung des Meieramtes könnte auf eine Erbteilung desselben hindeuten. Eine Möglichkeit ist, dass die Linienteilung des ursprünglichen Meiergeschlechts (und überhaupt die Aufteilung des Meieramtes) auf die Linienteilung der Habsburger in der Mitte des 13. Jahrhunderts zurückging, aus der neben der „älteren“ Linie (der späteren Königsdynastie) die „jüngere Linie“ Habsburg-Laufenburg hervorging. Bei dieser Linienteilung wurde auch die Kastvogtei über das Stift Säckingen unter den beiden Brüdern Albrecht IV. und Rudolf III. aufgeteilt, und möglicherweise führte dies auch zu einer Linien- und Aufgabenteilung der zugehörigen Ministerialen. Die Lage der von den beiden Familien verwalteten Meierhöfe spricht dafür, dass die Herren von Stein zur jüngeren Linie Habsburg-Laufenburg kamen, die Herren von Wieladingen zur älteren Linie. Mit zwei Zeugen namens Hartmann und Rudolf findet sich das Namensgut der späteren Herren von Wieladingen und Stein bereits in einer Urkunde 1207 in der Säckinger Ministerialität. Ob und wie die beiden Zeugen mit den beiden späteren Meierfamilien in Verbindung stehen, ist aber unklar.
Eine große Rolle der wahrscheinlichen Stammverwandtschaft lässt sich aus den späteren Urkunden nicht ersehen; zwar scheinen die Familien ein freundliches oder freundschaftliches Verhältnis gehabt zu haben, jedoch gibt es keine Hinweise auf ein weiter gepflegtes Verwandtschaftsverhältnis. Auch die ursprüngliche Zuweisung an die beiden Habsburger Familien scheint sich mit der Zeit umgekehrt zu haben. Etwa ab den 1270er Jahren näherten sich die Herren von Stein der älteren Habsburger Linie an, während die Wieladinger in den 1290er Jahren und wahrscheinlich im Zuge der Thronstreitigkeiten zwischen Albrecht von Österreich und Adolf von Nassau in das Gefolge der Grafen von Habsburg-Laufenburg eintraten.

## Besitz
Die Herren vom Stein standen als Ministeriale in Diensten des Damenstifts Säckingen und hatten dort das Meieramt über mehrere Dinghöfe inne. Ihren ursprünglichen Sitz hatten sie auf Burg Altenstein (siehe hierzu unten mehr). Der Umfang des Steinschen Meieramtes lässt sich nur schwer bestimmen, da fast alle urkundlichen Erwähnungen darüber erst aus der Zeit ihrer Schönauer Erben stammen. Wahrscheinlich oblag ihnen jedoch in der ersten Hälfte des 14. Jahrhunderts die Verwaltung über die Meierhöfe in Zuzgen, Kaisten, Ittenthal, Mettau, Sulz und Zell im Wiesental. Umfangreiche Gerichtsrechte in Wegenstetten dürften auch auf das Stift Säckingen zurückgehen. Daneben hatte die Familie auch mehrere Höfe, Güter und andere Rechte als Eigenbesitz, oft in den gleichen Dörfern, in denen sie auch das Meierrecht innehatten (so zum Beispiel in Zell, Zuzgen und Stetten).
Ein Eigengut hatte die Familie offenbar auch bei Wegenstetten: 1303 übergab Heinrich von Stein seine Rechte dem Hochstift Basel und erhielt den Hof von diesem wieder zu Lehen. Weiterer Eigenbesitz bestand bei Schwörstadt, Obersäckingen, Säckingen, Wieladingen, Laufenburg, Mettau und Kaisten.
Eine weitere „Herrschaft Neuenstein“ bestand auf St. Blasischem Gebiet südlich und südöstlich des Zeller Dinghofes; Der ursprüngliche Umfang der Herrschaft lässt sich nicht genau bestimmen; als die Herrschaft 1400 von den Erben der Steiner an die Markgrafen von Sausenberg verkauft wurde, umfasste sie die Burg Neuenstein (siehe unten), die Dörfer Gersbach, Schlechtbach, Schweigmatt, Raitbach und weitere Höfe und Rechte zwischen Wehra- und Wiesental, also grob gesprochen den östlichen Teil der Gemarkung des heutigen Schopfheim. Möglich ist, dass auch Hausen im Wiesental ursprünglich zur Herrschaft Neuenstein gehörte, aber Anfang des 14. Jahrhunderts durch einen Erbgang an die Basler Familie zer Sunnen gelangte.
Neben diesen Besitzungen im Wiesental und im Hochrheingebiet erwarb Heinrich III. von Stein im Jahr 1342 auch das halbe Dorf Marzell im Kandertal. Verkäufer waren die Herren von Neuenfels, die den Verkauf von Heinrich aber sogleich wieder zu Lehen erhielten. Einnahmen bestanden darüber hinaus aufgrund von habsburgischen Pfandschaften, so unter anderem in Wehr, Siggenthal, Baden AG, Rheinfelden AG und der Grafschaft Hauenstein. Bis zum Jahr 1325 dürften sich diese Pfandschaften auf einen Gesamtwert von 460 Mark Silber beziffert haben.
Die Rechtsgeschäfte, in denen Mitglieder des Geschlechts als Akteure urkundlich erwähnt werden, geben das Bild einer ökonomisch und sozial erfolgreichen Familie ab. Ihr gelang es, sich neben dem stiftsäckingschen Meieramt weitere Besitzschwerpunkte zu erschaffen und von der abhängigen Ministerialität in den niederen Adel aufzusteigen. Spätestens in der zweiten Hälfte des 13. Jahrhunderts scheint die Familie die soziale und personenrechtliche Emanzipation vom Stift abgeschlossen zu haben – in der Folgezeit verfügte sie offenbar frei über Eigengüter, trat sowohl als Lehensnehmer als auch als Lehensherr auf, und alle männlichen Familienmitglieder, welche die Volljährigkeit erlebten, führten den Rittertitel. Dieser soziale Aufstieg manifestiert sich auch in den Eheverbindungen, welche die Familie, soweit bekannt, mit einflussreichen Ministerialengeschlechtern und teilweise sogar Familien freiherrlichen Standes schloss. Mit ein Grund für den wirtschaftlichen und sozialen Erfolg der Familie dürfte der Anschluss an die ältere Linie der Grafen von Habsburg gewesen sein, in deren Umfeld die Herren von Stein ab Ende des 13. Jahrhunderts erscheinen, denen sie in der Folge die Treue hielten und von denen sie mehrmals für militärische und andere Dienste entlohnt wurden.

## Burgen
Zum Besitz der Familie gehörten auch drei Burganlagen. Wohl die „Stammburg“ der Familie war die Burg Altenstein, die 1319 als Ortsangabe in einer Grenzbeschreibung erstmals urkundlich erwähnt wird. Da aber 1283 die Burg Neuenstein (siehe unten) urkundlich ist, dürfte Altenstein bereits damals und damit mindestens seit der zweiten Hälfte des 13. Jahrhunderts existiert haben. Vor dem Bau der Burg Neuenstein hieß die Anlage wahrscheinlich lediglich „Stein“ und war für die Familie namensgebend. Die genaue Lokalisation der Burg Altenstein ist umstritten, vermutet wird sie entweder beim gleichnamigen Ortsteil der Gemeinde Häg-Ehrsberg oder auf dem „Henschenberg“ bei Zell im Wiesental. An beiden Stellen finden sich heute noch Anzeichen für frühere Burganlagen. Für die Identifizierung der Burg Altenstein mit der Ruine auf dem Henschenberg sprechen neben der Nähe zum damaligen Zeller Dinghof auch Keramikfunde, die nahelegen, dass die dortige Ruine im frühen 15. Jahrhundert, zur Zeit der Schönauer als Erben derer von Stein, noch bewohnt war. Darüber hinaus wird in einer Urkunde von 1393 ein Hof auf dem Henschenberg 1393 als zur Burg gehörig erwähnt. Andererseits werden, wie von Klaus Schubring bemerkt, die Burg Altenstein und der Hof Henschenberg in einer Urkunde von 1394 getrennt aufgeführt, müssen also nicht in unmittelbarer Nähe zueinander gelegen haben. Dies und lokale Flurnamen weisen darauf hin, dass die ehemalige Burg eher in der Anlage nahe dem gleichnamigen Weiler zu suchen sei, wo sie auch lokale Sagen verorten. Unabhängig von ihrer genauen Lage handelte es sich bei der Burg wahrscheinlich um eine Amtsburg, die das Stift Säckingen seinen Meiern zu Lehen gegeben hatte.
Die zweite Burg im Besitz der Herren von Stein wurde als „Neuenstein“ 1283 erstmals urkundlich erwähnt; eine umfangreiche Erwähnung mit Beschreibung der zu diesem Zeitpunkt zugehörigen Güter datiert aus dem Jahr 1400, also nach dem Aussterben der Herren von Stein. Die Burg Neuenstein befand sich wahrscheinlich bei Raitbach, ihre Überreste sind heute als Burgholz bekannt. Mit ihr und der zugehörigen Herrschaft konnte sich die Familie einen zweiten Besitzschwerpunkt auf St. Blasischem Gebiet und damit unabhängig vom Stift Säckingen aufbauen.
Als dritte Burganlage der Familie wurde die Burg Schwörstadt 1316 käuflich erworben. Verkäufer waren zum einen Verena von Hunwil als Gattin von Hartmann II. von Wieladingen, zum anderen Hermann III. von Bellikon, der Kaufpreis betrug insgesamt 385 Mark Silber. Verena von Hunwil und Hermann III. von Bellikon hatten ihre Anteile an der Burg wahrscheinlich über ihre jeweiligen Gatten aus dem Geschlecht derer von Wieladingen geerbt. Letztere dürften die Burg gegen Ende des 13. Jahrhunderts erbaut haben. Bauliche Überreste der Anlage finden sich heute nicht mehr.

## Wappen
Das Wappen der Herren von Stein ist vor allem auf Wachssiegeln aus dem 13. und 14. Jahrhundert belegt, es zeigt eine rechtsschräg stehende silberne Fidel auf rotem Grund. In der Zürcher Wappenrolle ist es von den Siegeln der Familie abweichend abgebildet, mit einer gestürzten anstatt einer stehenden Fidel. In dieser Form hat es auch Eingang in das Wappen der Gemeinde Stein AG gefunden.